# Яр Гертій
Яр Гертій, Великий Гвоздавський Яр — балка (річка) в Україні у Любашівському районі Одеської області. Права притока річки Кодими (басейн Південного Бугу).

## Опис
Довжина балки приблизно 10,97 км, найкоротша відстань між витоком і гирлом — 8,73  км, коефіцієнт звивистості річки — 1,25 . Формується декількома струмками та загатами.

## Розташування
Бере початок на південно-східній стороні від села Михайлівки. Спочатку тече на північний схід понад селом Василівка, далі тече переважно на південний захід через село Ясенове Друге і впадає у річку Кодима, праву притоку Південного Бугу.

## Цікаві факти
- У XX столітті на балці існували молочно-тваринні ферми та декілька газових свердловин[3].